# San Pedro de Nora

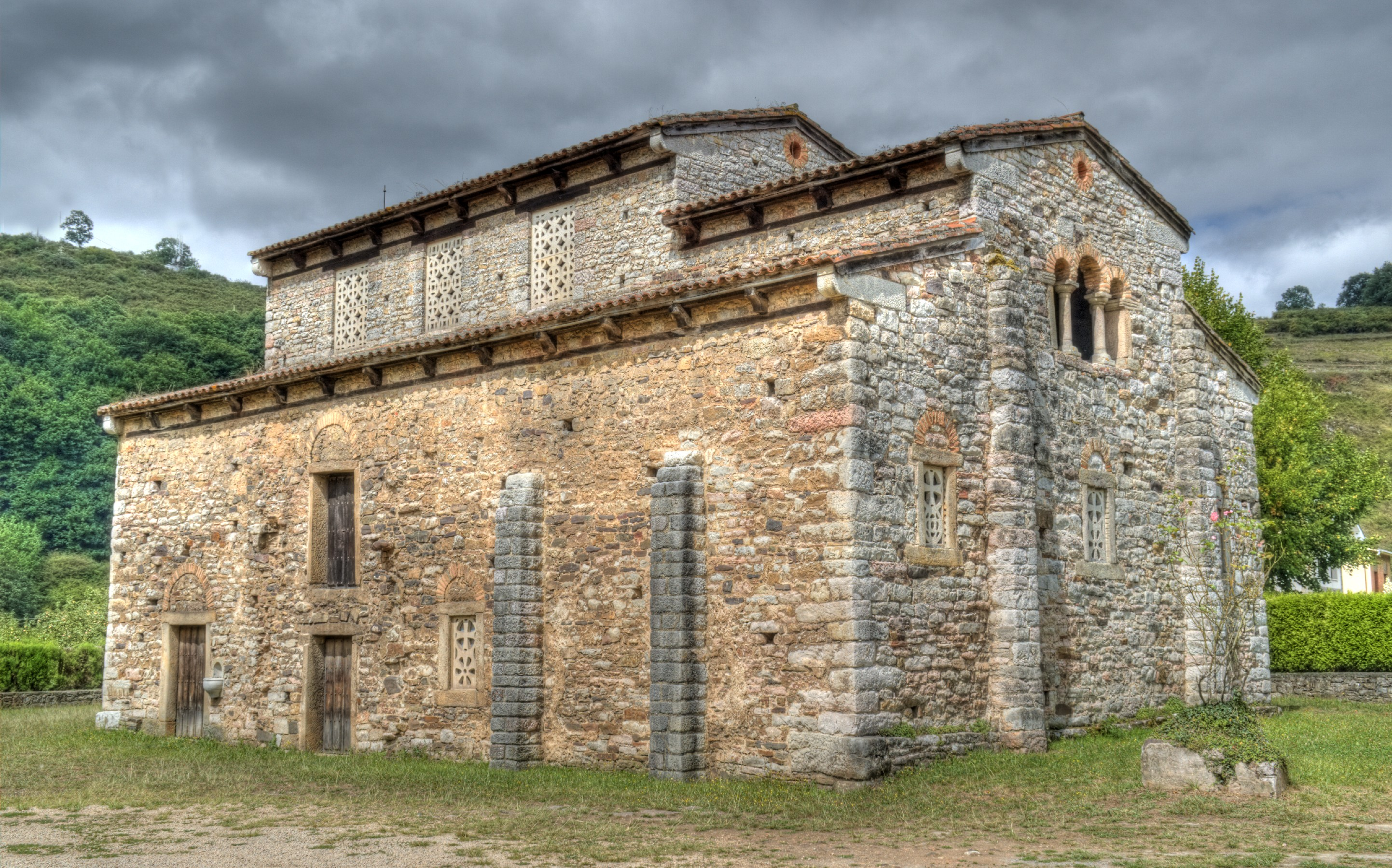
Kirche San Pedro de Nora

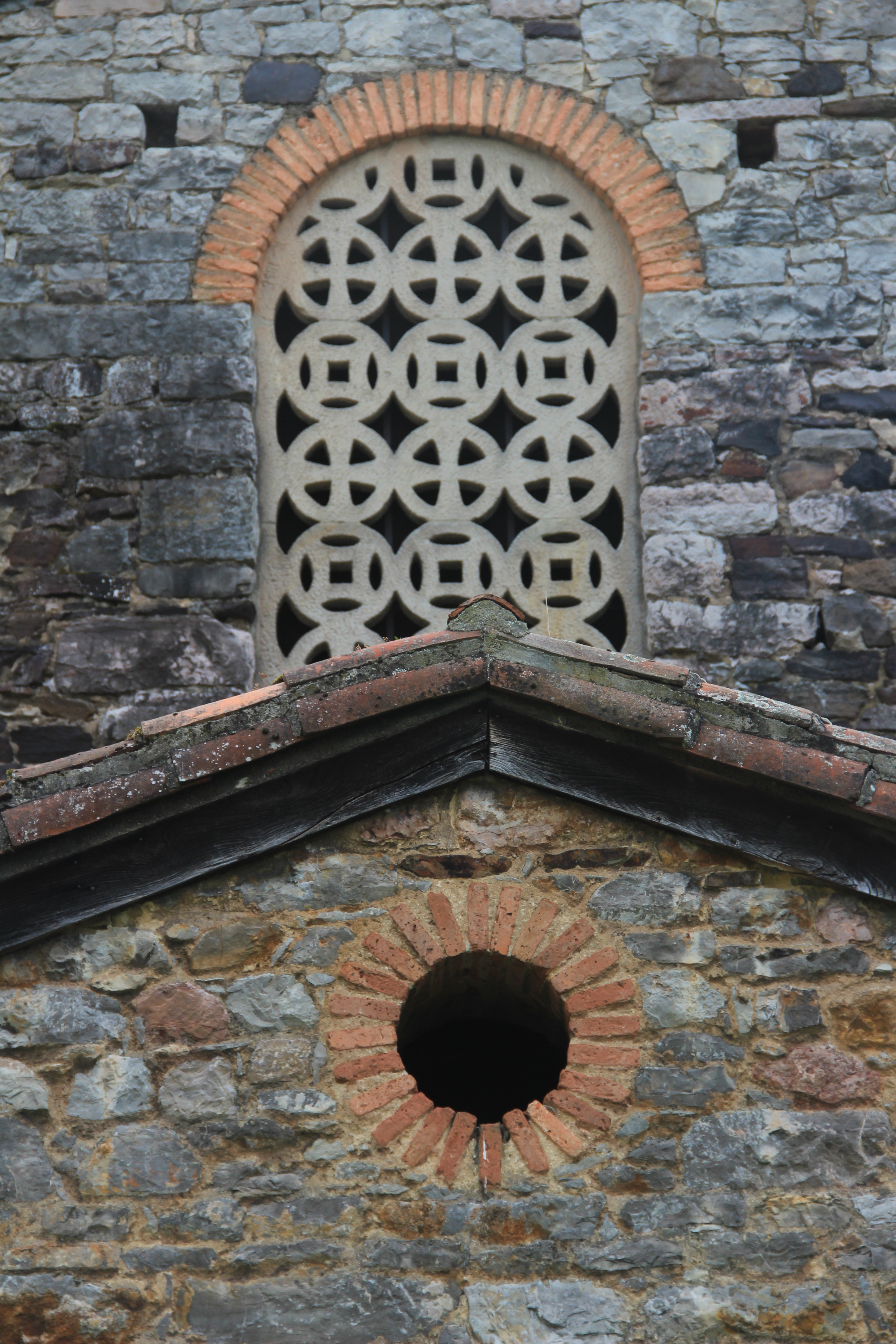
Rundbogenfenster mit Transenna an der Westfassade und Okulus an der Vorhalle

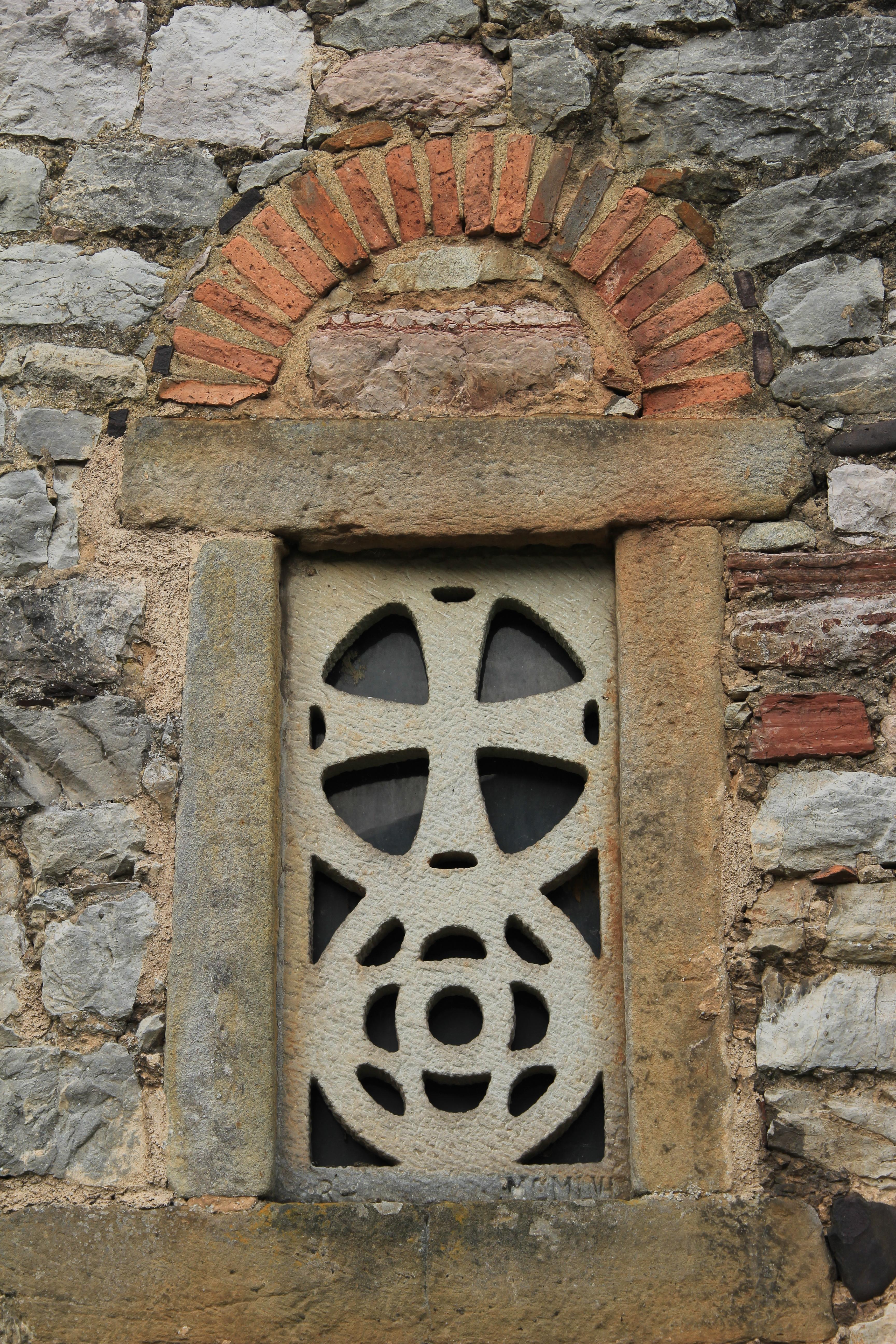
Fenster mit Transenna am Chor

San Pedro de Nora ist eine präromanische Kirche in der autonomen Gemeinschaft Asturien im Nordwesten Spaniens. Die dem Apostel Petrus geweihte Kirche gehört zur Parroquia Valsera der Gemeinde (concejo) Las Regueras und liegt am rechten Ufer des Río Nora, circa 13 Kilometer westlich von Oviedo. 1931 wurde die Kirche zum Monumento Nacional (Bien de Interés Cultural) erklärt. 1936 erlitt sie durch einen Brand während des Spanischen Bürgerkrieges großen Schaden. Von 1940 bis in die 1970er Jahre wurde sie von dem Architekten Luis Menéndez-Pidal y Álvarez restauriert.

## Geschichte
Über die Entstehungszeit der Kirche San Pedro de Nora sind keine Dokumente erhalten. Schriftlich erwähnt wird die Kirche in der im frühen 12. Jahrhundert gefälschten Urkunde einer Schenkung des asturischen Königs Alfons III. und seiner Gemahlin Jimena an die Kathedrale San Salvador in Oviedo aus dem Jahr 905. Aufgrund der Gemeinsamkeiten mit den Kirchen San Julián de los Prados und Santa María de Bendones wird der Bau der Kirche der Regierungszeit des asturischen Königs Alfons II. dem Keuschen (783 und 791–842) zugeordnet.

## Architektur
Die Kirche San Pedro de Nora ist aus unregelmäßigem Mauerwerk aus Kalkstein errichtet, wobei die Ecken und Strebepfeiler durch Quadersteine verstärkt sind. Wie die Kirche San Julián de los Prados weist San Pedro de Nora einen trapezförmigen Grundriss auf, besitzt allerdings kein Querhaus. Das Gebäude ist 18 Meter lang, die Eingangsfassade ist 13 Meter breit und die Ostfassade misst zwölf Meter. Wie in San Julián de los Prados ruhen die Dachtraufen auf Kragsteinen.

### Innenraum
San Pedro de Nora ist eine dreischiffige Basilika mit vier Jochen. Das Langhaus besitzt eine Holzdecke. Das Hauptschiff wird von den Seitenschiffen durch vier leicht gestelzte Rundbogenarkaden getrennt, die aus Ziegelsteinen gemauert sind und auf quadratischen Pfeilern mit Kämpferkapitellen aufliegen. Auf beiden Seiten sind oben im Hauptschiff drei rechteckige Fenster eingeschnitten. Die Westfassade wird über der Vorhalle von einem großen Rundbogenfenster durchbrochen. Die Transennen (celosía) stammen aus neuerer Zeit. Vom ursprünglichen Stuck und seiner Bemalung haben sich nur wenige Reste erhalten.

### Chor

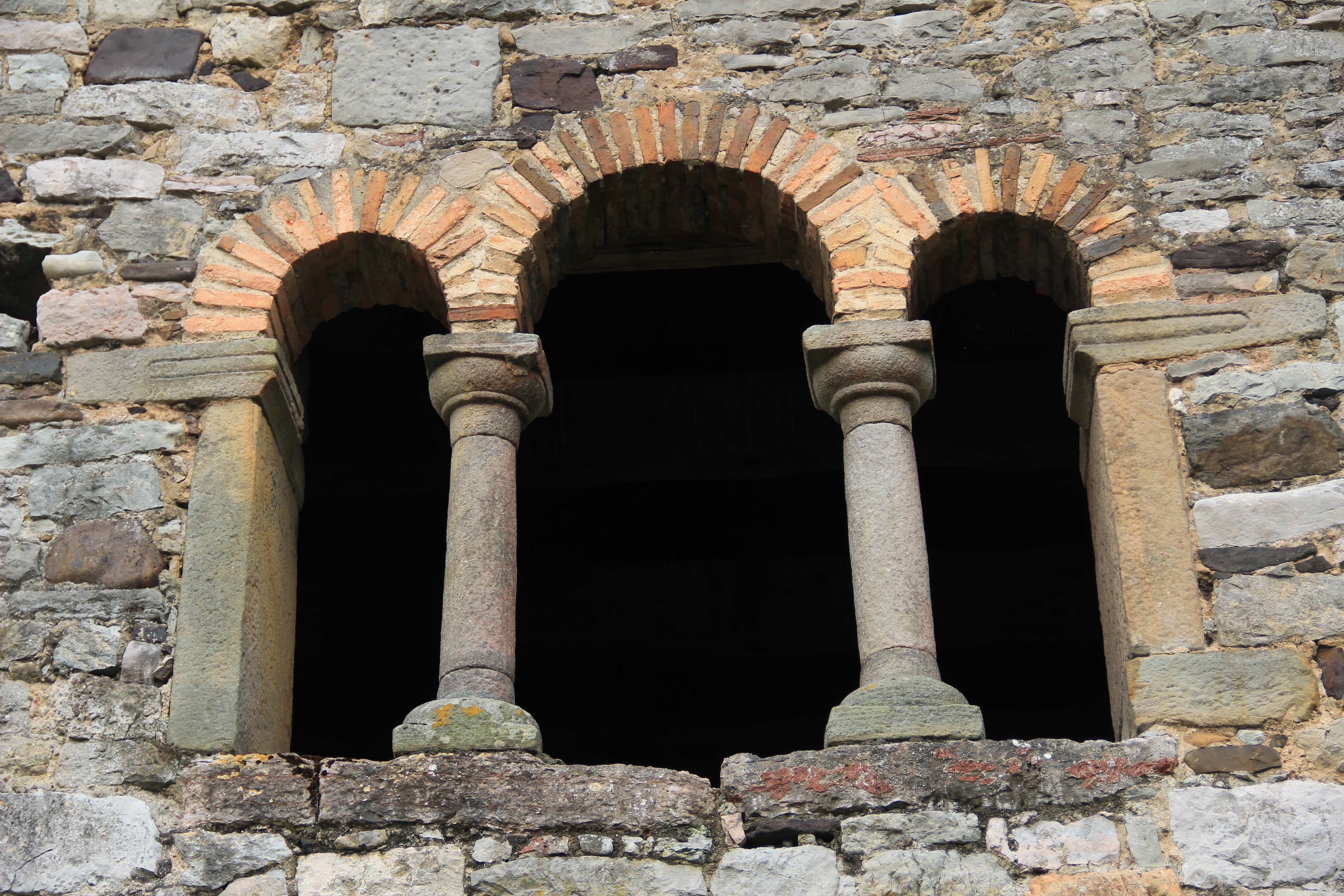
Drillingsfenster am Chor

Das Chorhaupt hat einen rechteckigen Abschluss und ist in drei Apsiden gegliedert, die über Durchgänge in den Zwischenwänden direkt miteinander verbunden sind. Alle drei Apsiden werden durch rechteckige Fenster beleuchtet und besitzen aus Ziegel gemauerte Tonnengewölbe. Die Stirnseite der Hauptapsis weist eine Ädikula auf, die vermutlich zur Aufbewahrung von Reliquien diente. Auch in San Pedro de Nora gibt es – wie in anderen präromanischen Kirchen, z. B. San Baudelio de Berlanga oder San Pedro de la Nave – eine nur von außen, über ein Drillingsfenster in der Ostfassade zugängliche Kammer (cámara oculta) über der Hauptapsis. Die Bögen dieses Triforiums sind aus Ziegel gemauert und liegen auf Säulen mit schlichten Kapitellen auf. Darüber öffnet sich ein Okulus.

### Vorhalle und Glockenturm
Bei der Vorhalle, durch die man heute die Kirche betritt, handelt es sich um eine Rekonstruktion durch den Architekten Luis Menéndez-Pidal y Álvarez. Sie wurde auf den Fundamenten errichtet, die bei der Restaurierung der Kirche ab den 1940er Jahren zu Tage kamen. Der Glockenturm wurde in den 1960er Jahren hinzugefügt. Weder sein Standort noch seine Gestaltung sind historisch gesichert.